# Милутин Мишковић
Милутин Гр. Мишковић (1864—1934), генералштабни пуковник српске краљевске војске и организатор „Соколског покрета“ у Краљевини Србији (1882—1918).
Рођен је 1864. године у Шапцу.
Био је пешадијски пуковник српске краљевске војске, и веома заслужан за развој физичке културе не само у Краљевини Србији, већ и на ширем „српском етничком простору“ (у Османској Турској и у Аустроугарској).

## Приватни живот
Као млад поручник оженио је 1890. године Јелену Илић (1873—1965), коју је упознао преко краљице Наталије Обреновић (1859—1941), чија је ова била штићеница (од 1884. године).
Јелена је била ћерка Савке Пироћанац (1852—1884) и генералштабног мајора Михаила Илића (1845—1876), иначе доброг пријатеља његовог оца пуковника Грује Мишковића (1825—1880).

После погибије Михаила Илића, његова удовица Савка се удала за капетана Павла Јуришића – Штурма (1848—1922), који је усвојио малу Јелену.
Овим браком са представницом угледне породице, Милутин је обезбедио себи бољи положај и добру војну каријеру.

## Професионална каријера
Милутин Мишковић је обављао посао одговорног уредника часописа „Ратник: лист за војне науке, новости и књижевност“ (Београд), које издаје Министарство војно, а уређује Историјско одељење Главног генералштаба.
Уредник је био од Књиге 56, Свеска 4(1904) до Књиге 67, Свеска1(1909), када ће га као одговорни уредник заменити генералштабни мајор Живојин Крстић.
Завршио је 15. класу Нижу школу Војне академије у Београду (1882—1885).

Између осталог био је ордонанс официр ЊКВ краља Александра Обреновића (1876—1903).

Такође, био је државни питомац у Аустроугарској монархији, а по повратку из иностранства у Београд, наставио је школовање на Вишој школи Војне академије са 2. класом (1888—1890).

## Соколски покрет
Својим ауторитетом и залагањем допринео је оснивању великог броја гимнастичких друштава у Србији.

За физичко вежбање везан је од својих најранијих дана.
Као ђак вежбао је готово десет година у „Београдском друштву за гимнастику и борење“ (основано је 26. децембра 1881. године), које је основао др Владан Ђорђевић (1844—1930).

Касније је наставио вежбање у „Душану Силном“.
На предлог Војислава В. Рашића (1869—1943) „Београдско друштво за гимнастику и борење“ на скупштини одржаној 7. априла 1891. године прихватило је свесловенску соколску идеју и променило назив у Београдско гимнастичко друштво „Соко“.

Овим чином друштво је са застарелог немачког, прешло на научно утемељен чешки систем вежбања. .
Део чланства на челу са адвокатом Јованом Стојановићем иступио је из друштва и 22. новембра 1892. године основао Грађанско гимнастичко друштво „Душан Силни“.
Које је наставило да следило традиције некадашњег „Београдског друштва за гимнастику и борење“ и радило је по његовим начелима.
Мишковић се приклонио овом друштву тзв. „Душановаца“, па је чак био и његов председник (1902—1909).
Од 1902. године обављао је функцију председника Савезне управе витешког друштва „Душан Силни“, на којој је остао као почасни председник после престанка свог активног рада.
Лично се ангажовао у оснивању „Државне гимнастичке школе“ у Београду, чији је задатак био спремање наставника за гимнастику.

Школа је почела са радом маја 1908. године.

У то време генералштабни потпуковник Милутин Мишковић био је члан Управног одбора Гимнастичке школе.
Радио је на оснивању српских гимнастичких друштава изван Србије.
Изван Краљевине Србије, Мишковић је главну подршку у ширењу Соколског покрета имао је у националном раду соколских првака Лазе Поповића (1877—1945) и касније Душана М. Богуновића (1888—1944).

## Утицај Министарства војног на развој Соколског покрета
Министарство војно Краљевине Србије (1882—1918) је директно потмомагало или одржавало удружења, која су имала и улогу „јачања одбрамбене моћи земље“, као и у другим земљама ( као „витешка удружења“).

Тиме је настављена пракса као у време краља Милана Обреновића (1954—1901), чему је доприносио и Закон о потпомагању стрељачких и гимнастичких дружина и пет кола јахача од 31. марта 1892. године, (у време намесништва Јована Р. Ристића и владе Николе П. Пашића), по којем је министар војни имао основну улогу.

Тај континуитет је отворено истицао Петар I Карађорђевић (1844—1921), краљ Србије (владао: 1903—1921).

Краљ Петар се непосредно ангажовао на помагању удружења у грађанству: примао је њихове управне одборе, председништва или председнике, присуствовао њиховим јавним часовима, такмичењима и другим манифестацијама (такође и његови синови,
најчешће када су били престолонаследници), давао инструкције официрима који су одређивани за руководиоце или непосредне помагаче удружења и њихових већих манифестација и др.

Српски официри су потстицани да помажу и имају руководеће дужности у витешким удружењима а и сами су то желели и опредељивали се према својим склоностима: коњички официри у колима јахача, пешадијски и други у стрељачким дружинама, ...итд.

Официри веома су се мало укључивали у Гимнастичарско друштво „Душан Силни“ , а знатно више у Соколској организацији, тј. они су се више опредељивали за Соколску организацију и због тога што је битан део њене идеологије било уједињење Словена, јужних Словена и посебно Срба, док је Грађанско гимнастичко друштво „Душан Силни“ настало због неприхватања те идеје.

Између ова два слична витешка друштва долазило је до сукоба па се приступило њиховом уједињењу 1909. године, при чему су важну улогу имали официри, посебно генералштабни пешадијски пуковник Милутин Мишковић, начелник Историјског одељења Главног генералштаба, којег је ради тога примио краљ Петар, као и раније (6. јула 1906. године, али и касније 1912. године, када је овај већ био у пензији) у својству председника а затим 1910. године члана управног одбора Удружења добровољаца Србије.
Трудио се да успостави контакте са словенским соколским друштвима и предводио је „Душановце“ (екипу Гимнастичког друштва „Душан Силни“ на Први хрватски свесоколски слет (од 2. до 3. септембра 1906. године) у Загреб.
Залагањем пуковника Милутина Мишковића, министар просвете Андра Николић (1853—1918) издао је декрет о оснивању Државне гимнастичке школе 1907. године.

Чланови Управног одбора школе из „Душана Силног“ били су Милутин Мишковић и Атанасије Поповић, професор Треће београдске гимназије.

Одбор је израдио Правила гимнастичке школе, Наставни план и програм, Правила о оцењивању ученика, Распоред часова и обавио све друге организационе припреме.

Први курс са 20 полазника почео је 1. маја 1908. године.
Мишковић је 1908. године постао председник друштва „Београдски соко“, које је формирала издвојена група из Београдског гимнастичког друштва „Соко“.

Предложио је на ванредној скупштини Друштва 4. октобра 1908. године да се уједине сва витешка удружења.

Та идеја је прихваћена и 21. фебруара 1909. године основан је „Савез српских витезова“ са председником Управног одбора Емерихом Штајнлехнером, тј.  , који је након два месеца то место препустио пуковнику Мишковићу, председнику Друштва Београдски Соко и почасном председнику Друштва „Душан Силни“.

Међутим, нису сва витешка друштва ушла у Савез, те зато је Мишковић слао позиве/апеле тим друштвима да дођу на конференцију у Крагујевац 25. и 26. октобра 1909. године ради уједињења.

Услед геополитичких дешавања (Аустроугарска анексија Босне и Херцеговине 1908. године) Савез витешких друштава „Душан Силни“ и „Савез српских соколова“ ујединили су се 8. новембра 1909. године у Савез соколских друштава „Душан Силни“.
На уједињењу ова два соколска друштва је још 1908. године радио и престолонаследник Ђорђе П. Карађорђевић (1887—1972), као заштитник витешких друштава, као и чешки адвокат (од 1904. године) др Јозеф Еуген Шајнер (1861—1932), тј. чеш. Josef Eugen Scheiner, који је био старешина Чешког соколског савеза (чеш. Česká obec sokolská: 1889—1938) и Савеза словенског соколства (чеш. Svaz slovanského sokolstva: 1908—1938), посебно српска патриотска (полувојна) организација „Народна одбрана“ (1908—1914) и друга соколска и витешка друштва „Душан Силни“ коначно су се ујединили 2. II 1910. године када је одржана прва скупштина новооснованог Савеза соколских друштава „Душан Силни“ и изабран Управни одбор са председником Стеваном Тодоровићем (1832—1925) и потпредседником потпуковником Војиславом Живановићем (1870—1932).

Савез је окупио 20 друштава у своје чланство.

## Потомство
Милутин и Јелена Мишковић су имали шесторо деце, синове Грујицу (1891—1914), Михаила (1893—1915), Војина (1897—1966) и Драгојла (1902—1980) и ћерке Радмилу (1895—19??) и Милеву (1900—1962).

Сва четворица Милутинових синова завршила су Војну академију (1880-1941), а Грујица и Михаило, као поручници српске краљевске војске, погинули су у Првом светском рату (1914—1918).